# Flughafen Lissabon-Cabo Ruivo

i7
i11
i13
Der Flughafen Lissabon-Cabo Ruivo (port.: Aeroporto Marítimo de Cabo Ruivo) war ein internationaler Verkehrsflughafen für Wasserflugzeuge in der portugiesischen Hauptstadt Lissabon.

## Geschichte
In den 1930er Jahren beschloss die portugiesische Regierung als Ersatz für den Flughafen Campo Internacional de Aterragem bei Alverca zwei neue, näher an Lissabon gelegene Flughäfen zu bauen: den heutigen Aeroporto da Portela und am Fluss Tejo den Aeroporto Marítimo de Cabo Ruivo, von dem aus Transatlantikflüge in Wasserflugzeugen abgewickelt werden sollten. Beide Flughäfen wurden zeitgleich ab 1938 errichtet und 1939/1940 fertiggestellt. Der Aeroporto Marítimo de Cabo Ruivo lag am rechten Tejoufer an der Dockanlage Doca dos Olivais. Zwischen ihnen wurde eine schnelle Autoverbindung, die heutige Avenida de Berlim gebaut.
Der US-amerikanischen Interkontinentalfluglinie Pan American World Airways, die den Bau des Flughafens maßgeblich vorangetrieben hat, diente er bis 1945 als Hub für ihre Transatlantikflüge. 

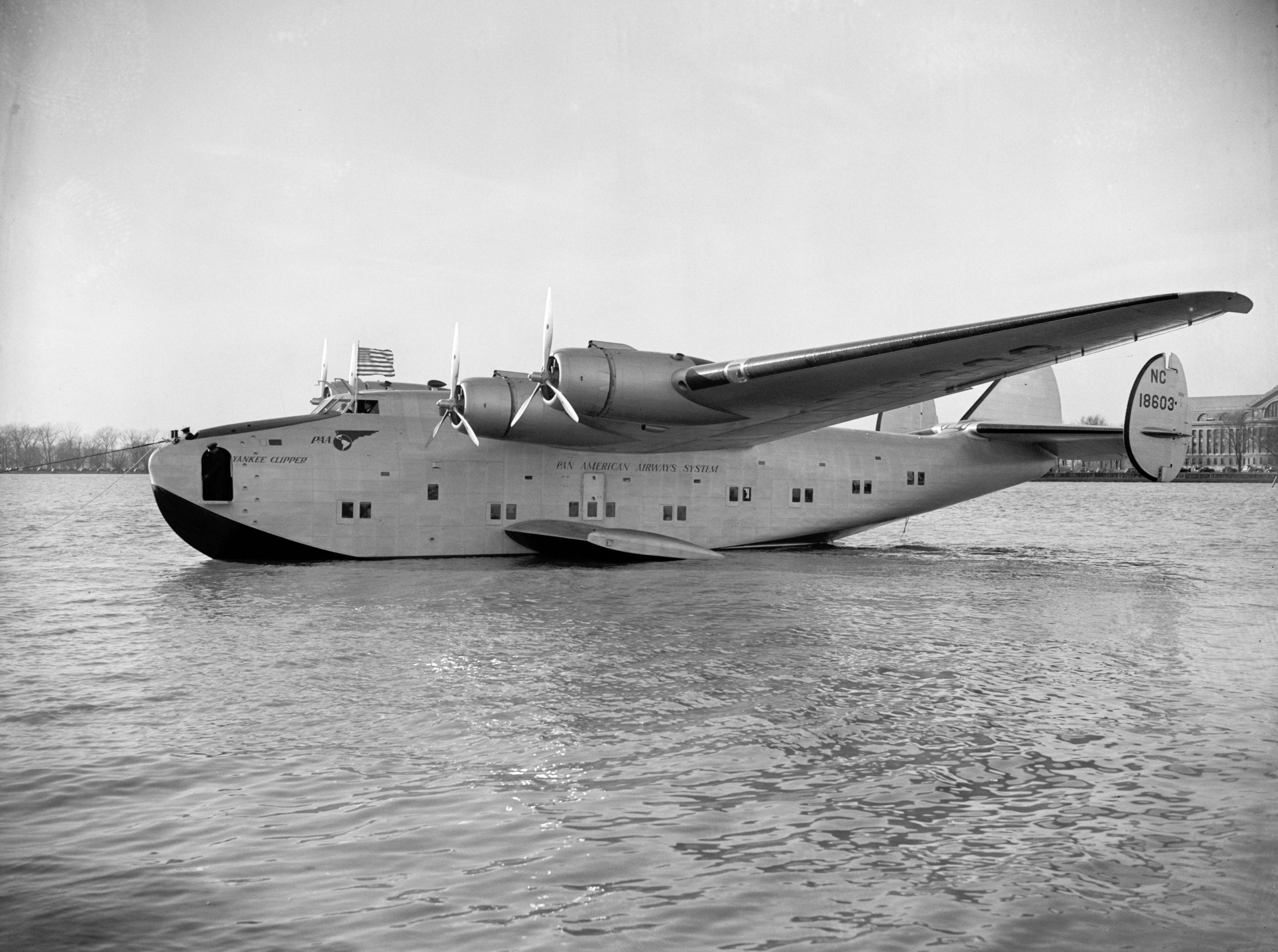
Boeing 314 Yankee Clipper (Kennzeichen: NC 18603) beim Unfall 1943 zerstört

Der erste kommerzielle Flug landete am 29. Juni 1939 auf dem Wasserfluggelände des Aeroporto Marítimo de Cabo Ruivo. Dieser Atlantikflug von New York nach Lissabon wurde mit einer Boeing 314 „Yankee Clipper“ (Kennzeichen: NC 18603) der Fluggesellschaft Pan American World Airways mit 22 Passagieren und 12 Besatzungsmitglieder an Bord durchgeführt. 
Am 22. Februar 1943 wurde genau diese Maschine der Pan American World Airways bei einem Unfall in der Bucht  Tejo in der Nähe des Aeroporto Marítimo bei einem Notwasserungsmanöver zerstört. Dabei kamen 24 der 39 Insassen ums Leben.
Mit der enormen Zunahme der Bedeutung terrestrischen Flugverkehrs ging die Ära der Wasserflugzeuge zu Ende. Der Flughafen Cabo Ruivo wurde zum Jahresende 1958 geschlossen, nachdem am 30. September 1958 die britische Aquila Airways und am 12. November 1958 die portugiesische ARTOP Linhas Aéreas den Flugbetrieb als letzte Gesellschaften vor Ort eingestellt hatten. Das Flughafengelände wurde im Rahmen der Weltausstellung Expo 98 weiterentwickelt. Heute befindet sich dort der Parque das Nações (Park der Nationen) mit dem Oceanário de Lisboa (Ozenarium).